# بنجامين تشي تشي
بنجامين تشي تشي هو رسام كندي، ولد في 26 مارس 1944 في تيماغامي ‏ في كندا، وتوفي في 14 مارس 1977 في أوتاوا في كندا بسبب شنق.